# Franciszek Podracki
Franciszek Podracki (ur. 18 października 1872 we Lwowie, zm. ?) – podpułkownik piechoty Wojska Polskiego

## Życiorys
Franciszek Podracki urodził się w polskiej rodzinie rzymskokatolickiej Antoniego i Eugenii. Uczył się w Szkole Kadetów w Temeszwarze, a przez kolejne cztery lata w Wojskowej Szkole Realnej w Koszycach. Następnie ukończył półroczny kurs w szkole korpuśnej w Temeszwarze. Od 18 sierpnia 1893 pełnił zawodową służbę w c. i k. armii. Został wcielony do 29 węgierskiego pułku piechoty w Peterwardein (obecnie Petrovaradin). W stopniu chorążego, podporucznika i porucznika służył przy  jako oficer kompanii w Zemlinie (Semlinie) i Slavonskim Brodzie, a następnie w Nagybecskereku i Temeszwarze (Węgry). W międzyczasie ukończył czterotygodniowy kurs strzelniczy w Brucku nad Litawą i kurs gazowy w Krems.
1 października 1904, w stopniu porucznika, został przeniesiony do 20 pułku piechoty w Krakowie na stanowisko oficera kompanii. Później przez 5 lat był komendantem pułkowej szkoły podoficerskiej, adiutantem batalionu oraz dowódcą kompanii. W stopniu kapitana od 1 maja 1909 pełnił obowiązki dowódcy kompanii oraz kapitana ds. specjalnych funkcji w Krakowie i Nowym Sączu. W latach 1912–1913 wziął udział w mobilizacji sił zbrojnych Monarchii Austro-Węgierskiej, wprowadzonej w związku z wojną na Bałkanach.
1 maja 1914, w stopniu kapitana, został przeniesiony do 9 pułku piechoty. Dowodził kompanią w Radymnie, a od 1 sierpnia 1914 kompanią w batalionie zapasowym pułku. Od 15 grudnia 1914 do 1 października 1916 pełnił służbę w 17 pułku strzelców na stanowisku dowódcy kompanii, a następnie batalionu załogi Twierdzy Kraków. Następnie w Rzeszowie mianowano go kierownikiem wyszkolenia oddziałów batalionu zapasowego oraz dowódcą batalionu zapasowego. Od 22 lutego 1918 był komendantem obozu w Witkowicach, w którym internowano żołnierzy Legionów Polskich. 17 kwietnia 1918 został zwolniony ze stanowiska komendanta obozu z uwagi na to, że zbyt życzliwie odnosił się do internowanych legionistów. Za tę postawę przedstawiono go do odznaczenia Krzyżem Niepodległości, lecz wniosek został odrzucony 9 maja 1938. Za służbę w armii austro-węgierskiej trzy razy został odznaczony Medalem Signum Laudis.

Podczas odradzania się Wojska Polskiego wstąpił do niego w listopadzie 1918. W Krakowie od 5 listopada 1918 do 1 lutego 1919 pełnił obowiązki dowódcy II sekcji Stacji Zbornej Oficerów, a później był do 1 kwietnia 1919 dowódcą I/13 pp, a od 1 kwietnia 1919 dowódcą batalionu zapasowego 1 psp w Nowym Sączu. W 1919 w Karcie Ewidencyjnej doczekał się takich oto opinii: 

„Charakter prawy, stały. Oficer wytrawny i doświadczony; znakomity kierownik wykształcenia, praktyczny, konsekwentny, gorliwy. Jako dowódca baonu zapasowego bardzo dobry i rutynowany. Punktualny, służbisty. 29.9.1919 . m.p. Horoszkiewicz ppłk dowódca pułku”.

 W orzeczeniu dowódcy brygady płk Galica napisał „Potwierdzam opinię dowódcy pułku”. We wniosku nominacyjnym na podpułkownika z 24 stycznia 1920 dowódca 1 pułku strzelców podhalańskich ppłk Kazimierz Horoszkiewicz napisał: 

„Major Franciszek Podracki objął dowództwo baonu zapasowego 1 P.S.P. w chwili tworzenia się tego i stworzył wkrótce przez swe wybitne zdolności organizatorskie i niezmordowaną pracę - mimo wszelkich przeciwności - doskonale funkcjonujący batalion zapasowy, który najtrudniejszym stawianym mu zadaniom zawsze wzorowo odpowiedzialny. Wysoce rutynowany, wprost znakomity jako kierownik wyszkolenia żołnierza, wykształcił doskonale liczne oddziały, które potem na froncie chlubę przyniosły Podhalu. Przez 3/4 roku był równocześnie dowódcą baonu zapasowego i kierownikiem wyszkolenia,  a także sędzią pułkowym i prezesem sądu honorowego oficerów do kapitana, prowadząc wszystkie te prace wzorowo i bez zarzutu, co tylko jego ofiarnemu poświeceniu się i bezprzykładnej pilności zawdzięczać można. W Nowym Sączu, 24 stycznia 1920”.

11 czerwca 1920 został zatwierdzony z dniem 1 kwietnia 1920 w stopniu podpułkownika, w piechocie, w grupie oficerów byłej armii austro-węgierskiej. W czerwcu 1920 otrzymał przydział do 144 pułku piechoty. Kiedy dowódca  XXXV Brygady Piechoty dnia 24 lipca 1920 dostał się do niewoli, będąc jego zastępcą objął dowództwo nad brygadą. 26 lipca 1920 ppłk Franciszek Podracki, nominalnie dowódca 144 pp, który w zastępstwie dowodził brygadą przez okres czterech dni, odszedł do dyspozycji dowództwa armii: „melduje się, że wedle rozmowy hugesowej z referentem dowództwa 18 DP – ppłk Podrazki były dowódca XXXV Brygady Piechoty obecnie znajduje się pod sądem doraźnym. [...] W sprawie ppłk. Podrazkiego zażądano przedłożenia szczegółowej relacji”. Były to reperkusje wydarzeń z nocy z 24 na 25 lipca 1920. Wówczas XXXV BP poniosła duże straty, a ppłk Podracki, kiedy rozbito sztab brygady, a on na kilka dni przejął nad nią dowodzenie, ale nie sprostał temu zadaniu.
Franciszek Podracki zamieszkał po wojnie w Krakowie przy ulicy Szlak 22, a później w Czorsztynie w powiecie nowotarskim. Ostatecznie po kilku latach dociekań Najwyższego Sądu Wojskowego, dnia 23 marca 1926 uwolniono go od oskarżenia o tchórzostwo oraz opuszczenie XXXV BP podczas walki pod Hołoskowicami i zrehabilitowano.
Ppłk Podracki w związku z korzystnym dla siebie wyrokiem w dniu 12 kwietnia 1926 poprosił o przydział służbowy oraz o przyznanie mu poborów od 1 września 1920. Mimo to ostatecznie 2 lipca 1926 skreślono go z list oficerów i z dniem 31 sierpnia 1920 przeniesiono w stan spoczynku. Został zweryfikowany w stopniu podpułkownika ze starszeństwem z dniem 1 czerwca 1919 roku w korpusie oficerów stanu spoczynku piechoty. W 1934 roku pozostawał w ewidencji Powiatowej Komendy Uzupełnień Kraków Miasto. Posiadał przydział do Oficerskiej Kadry Okręgowej Nr V. Był wówczas „w dyspozycji dowódcy Okręgu Korpusu Nr V”. Dalsze jego losy nie są znane.

## Awanse
- chorąży – 1 sierpnia 1893[1]
- podporucznik – 1 maja 1895
- porucznik – 1 listopada 1898
- kapitan – 1 maja 1909
- major –1  lutego 1916
- podpułkownik – 24 stycznia 1920

## Ordery i odznaczenia
- Medal Pamiątkowy za Wojnę 1918-1921[5]
- Medal „Signum Laudis – trzykrotnie[2]
- Signum Laudis Brązowy Medal Zasługi Wojskowej na czerwonej wstążce[9]
- Brązowy Jubileuszowy Medal Pamiątkowy dla Sił Zbrojnych[9]
- Krzyż Jubileuszowy Wojskowy[9]
- Krzyż Pamiątkowy Mobilizacji 1912–1913[9]